# Class 458
 (janvier 2022).
Si vous disposez d'ouvrages ou d'articles de référence ou si vous connaissez des sites web de qualité traitant du thème abordé ici, merci de compléter l'article en donnant les références utiles à sa vérifiabilité et en les liant à la section « Notes et références ».
Pour les articles homonymes, voir Class.
Les automotrices Class 458 (anciennement 4JOP) sont des trains de banlieue britanniques construites par Alstom à Washwood Heath entre 1998 et 2000.
Elles ont été mises en service en 2000 pour remplacer les rames vieillissantes datant des années 50 et 60 en fin de vie (Slam-door) afin de renouveler le parc de trains de banlieue de la région Sud-ouest de la capitale Londonienne.
Les 30 unités de 4 voitures font partie de la famille de Trains Juniper d'Alstom, qui comprend également les Class 334 et 460.
À partir de 2013, la série a subi une profonde transformation en la fusionnant avec une autre série mécaniquement similaire et de la même famille, la Class 460. La peinture a été changée pour un nouveau bleu foncé sur l'ensemble des rames, accompagnée d'une reconfiguration en 5 caisses. Depuis cette conversion la série a été renommée Class 458/5 (ou 5JOP)
Ces trains ont été utilisés par South West Trains à leurs mise en service et sont maintenant utilisés par South Western Railway depuis le 20 août 2017.
En mars 2021, South Western Railway a annoncé que 28 rames seraient rénovées pour être utilisées sur des services longue distance sur la ligne directe de Portsmouth, En raison de la décision prise par l'entreprise d'abandonner son projet initial qui prévoyait l'utilisation des Class 442 modernisées à cet effet.
Ce projet a été abandonné en 2024 et les rames rénovées ont commencé à être déployées sur des services restreints au départ de Londres Waterloo à compter du 24 juin 2024.

## Histoire
South West Trains a lancé un appel d'offres en novembre 1996 pour l'achat de trente rames automotrices de quatre voitures climatisées, dans le but d'augmenter sa capacité et de remplacer les rames du type Class 411 et 423 qui avaient alors plus de 40 ans.
Un contrat a été conclu entre Alstom, l'entreprise qui a remporté l'appel d'offres, South West Trains, la compagnie de matériel roulant et Porterbook qui le loueur ferroviaire.
Le déploiement de ces automotrices a débuté en 2000, toutes revêtues de la livrée principale de SWT : un blanc couvrant l'ensemble des rames, une bande bleue inférieure et des motifs rouges et orange à l'extrémité de la cabine. La livraison de la première rame a eu lieu le 31 octobre 1998.

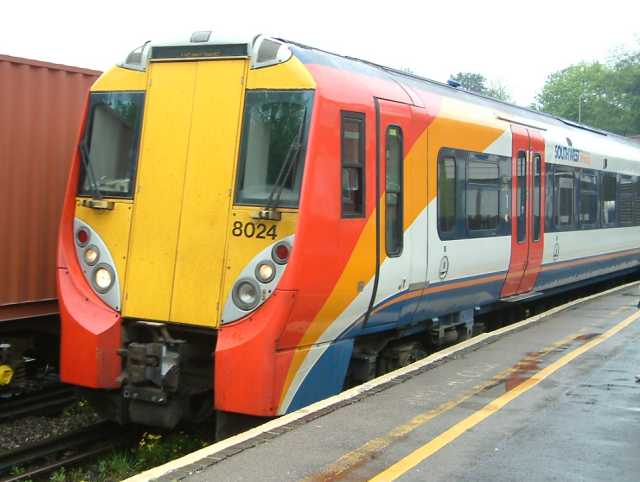
Le modèle d'origine avant la conversion : Class 458/0 (2000 - 2016)
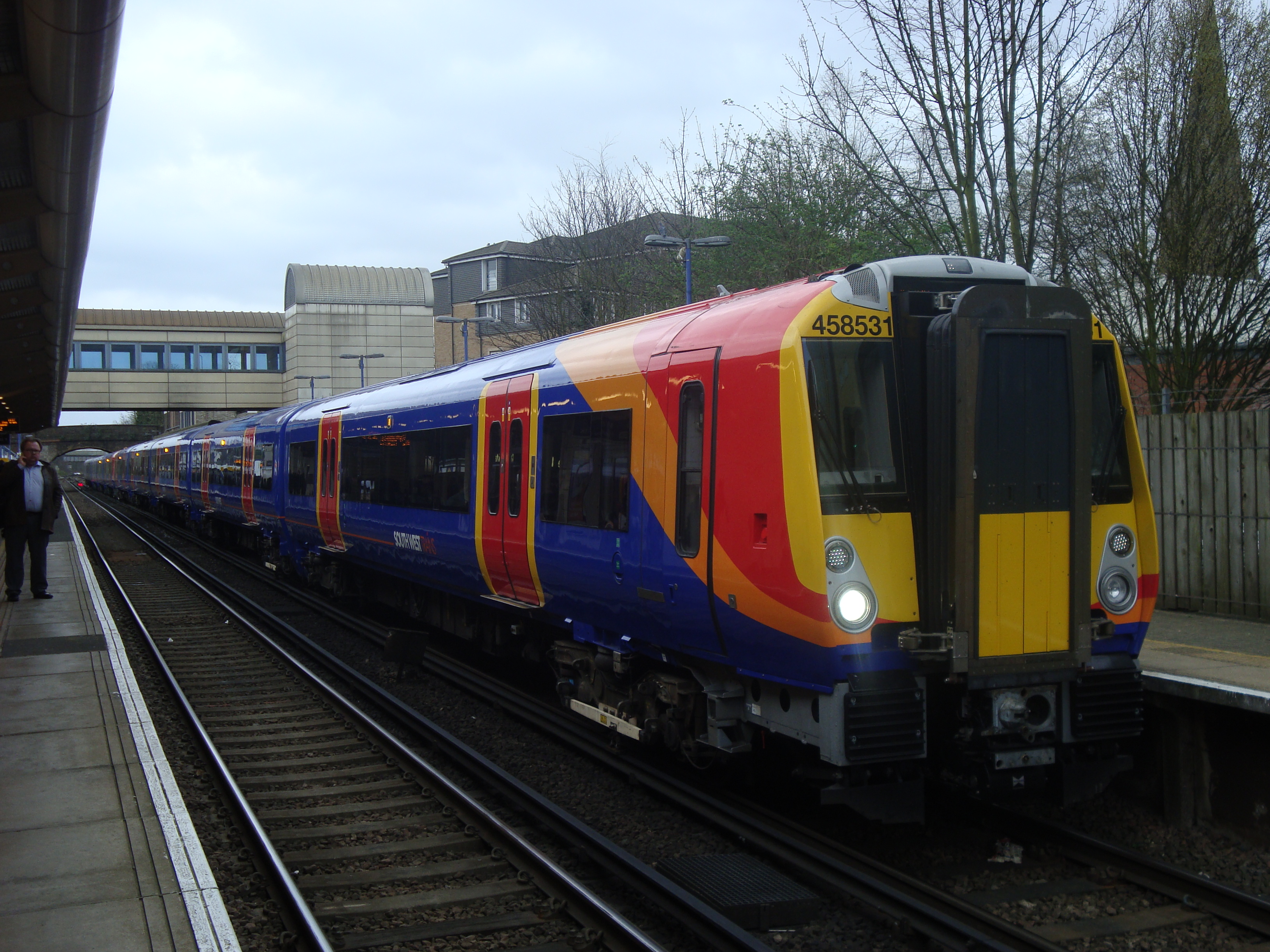
Le résultat de la conversion entre les série 458/0 et 460 après la conversion : Class 458/5 (2013 - Maintenant)

Initialement, les rames ont rencontré d'importants problèmes techniques, comme des fuites au niveau des toits et des pannes dans les composants électroniques. Les passerelles ont été élaborées en présumant que les trains seraient reliés de façon semi-permanente, et donc que l'opération d'accouplement et de désaccouplement durerait environ trente minutes. Toutefois, au sein de l'exploitation en cours, les trains étaient fréquemment accouplés et décrochés, pratique qui a dû être abandonnée à la suite de la mise en service des nouvelles unités. L'introduction prolongée a amené South West Trains à opter pour l'acquisition de trains de la série concurrente Siemens Desiro en avril 2001, en vue de remplacer l'intégralité du parc jugée trop instable.

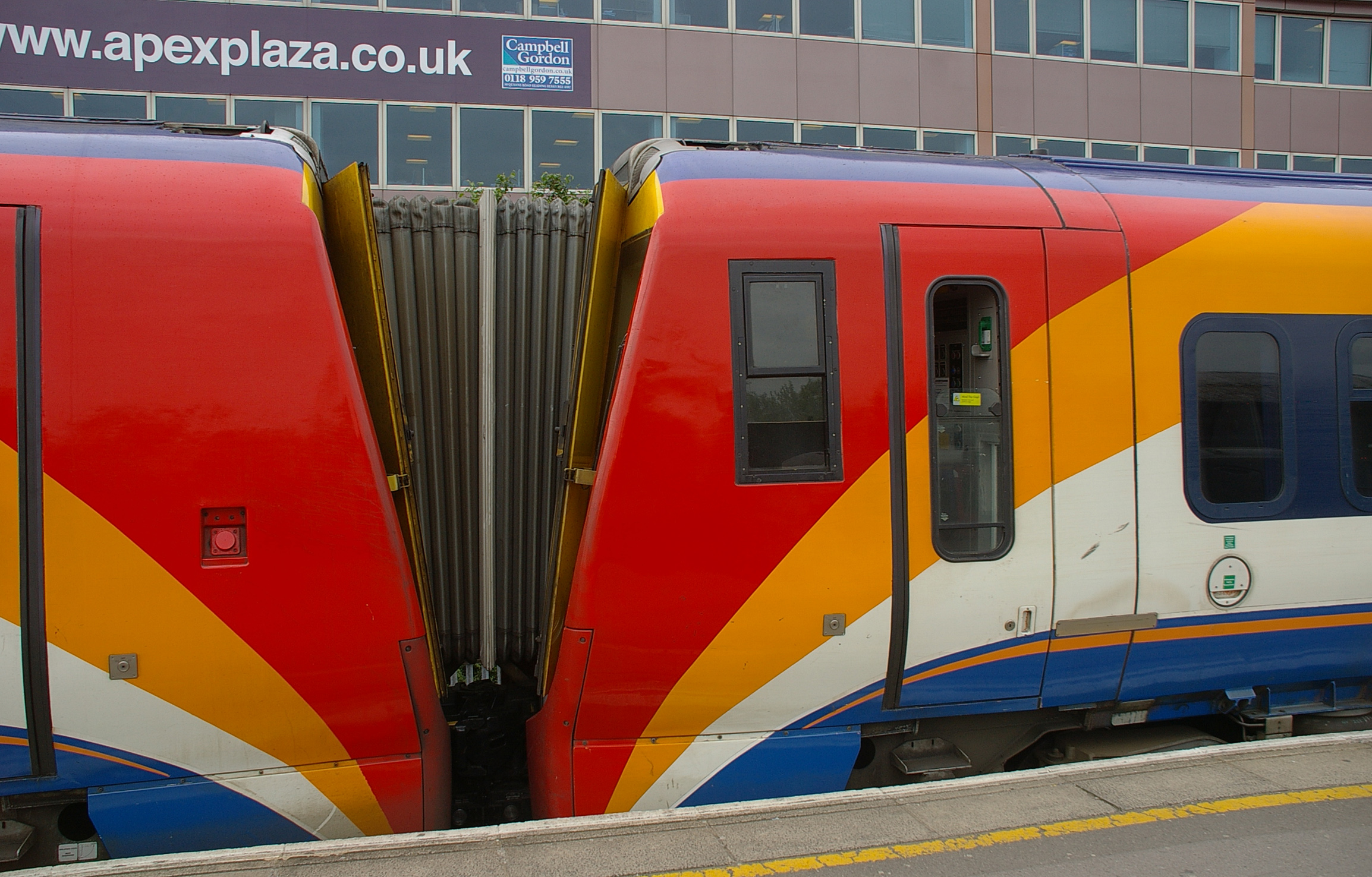
Les passerelles rétractable entre 2 Class 458/0 en couplage

La description technique de la formation est DMCO + PTSO + MSO + DMCO.
Les véhicules individuels sont numérotés comme suit:
- 67601-67630 - AGCA
- 74001-74030 - PTSO
- 74101-74130 - MSO
- 67701-67730 - AGCA

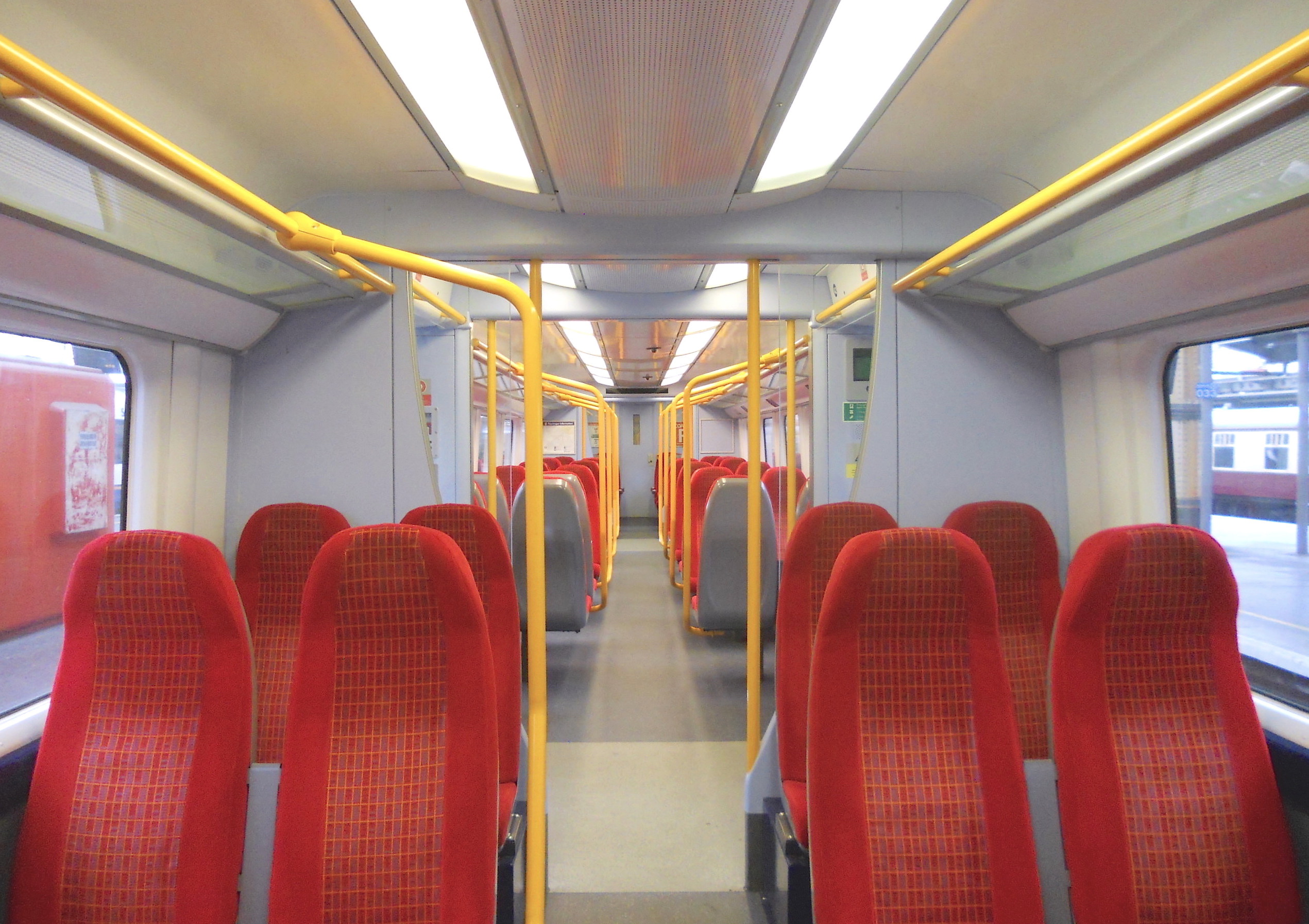
L'intérieur de la classe standard (Class 458/5)
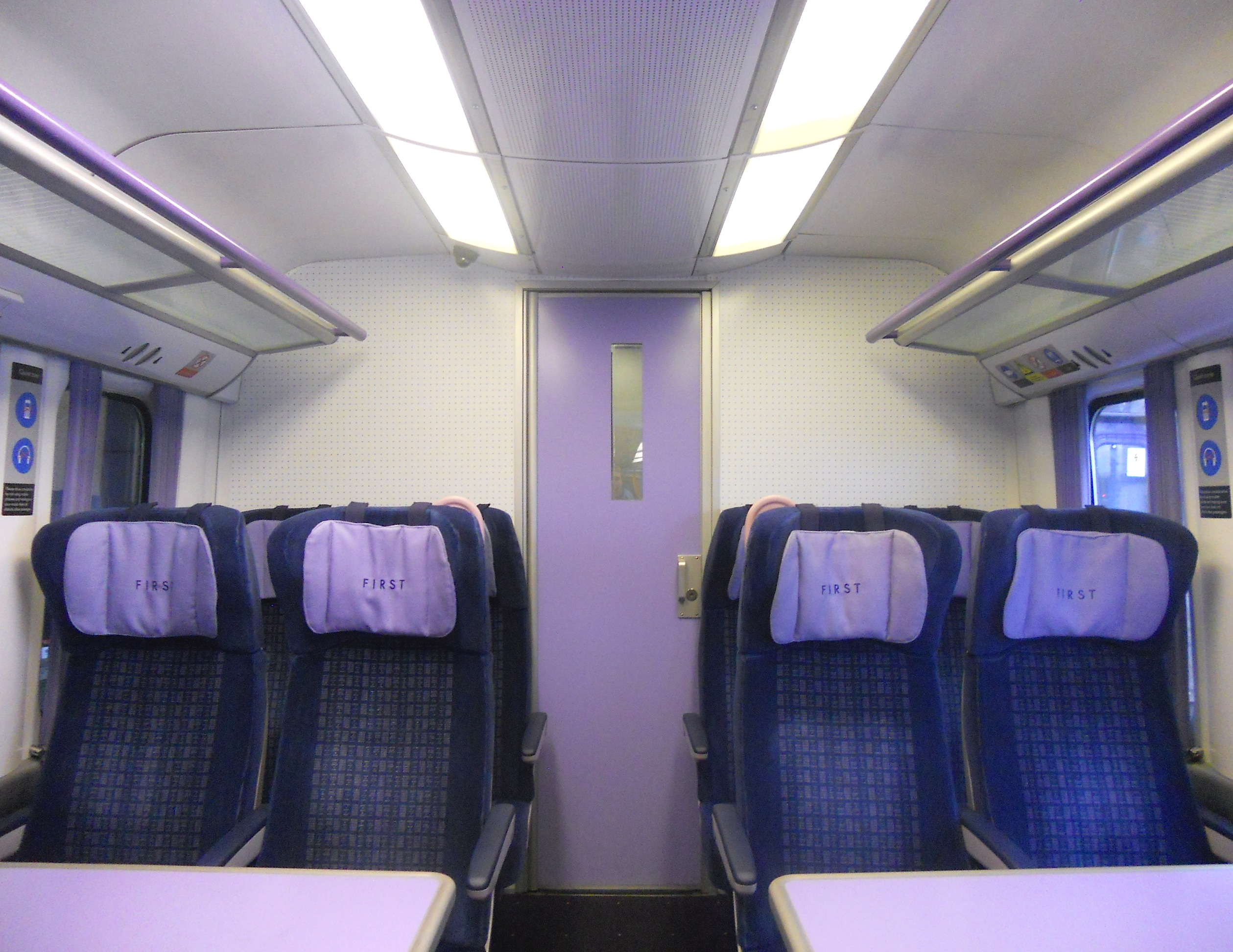
L'intérieur de la première classe (Class 458/0 et 458/5)
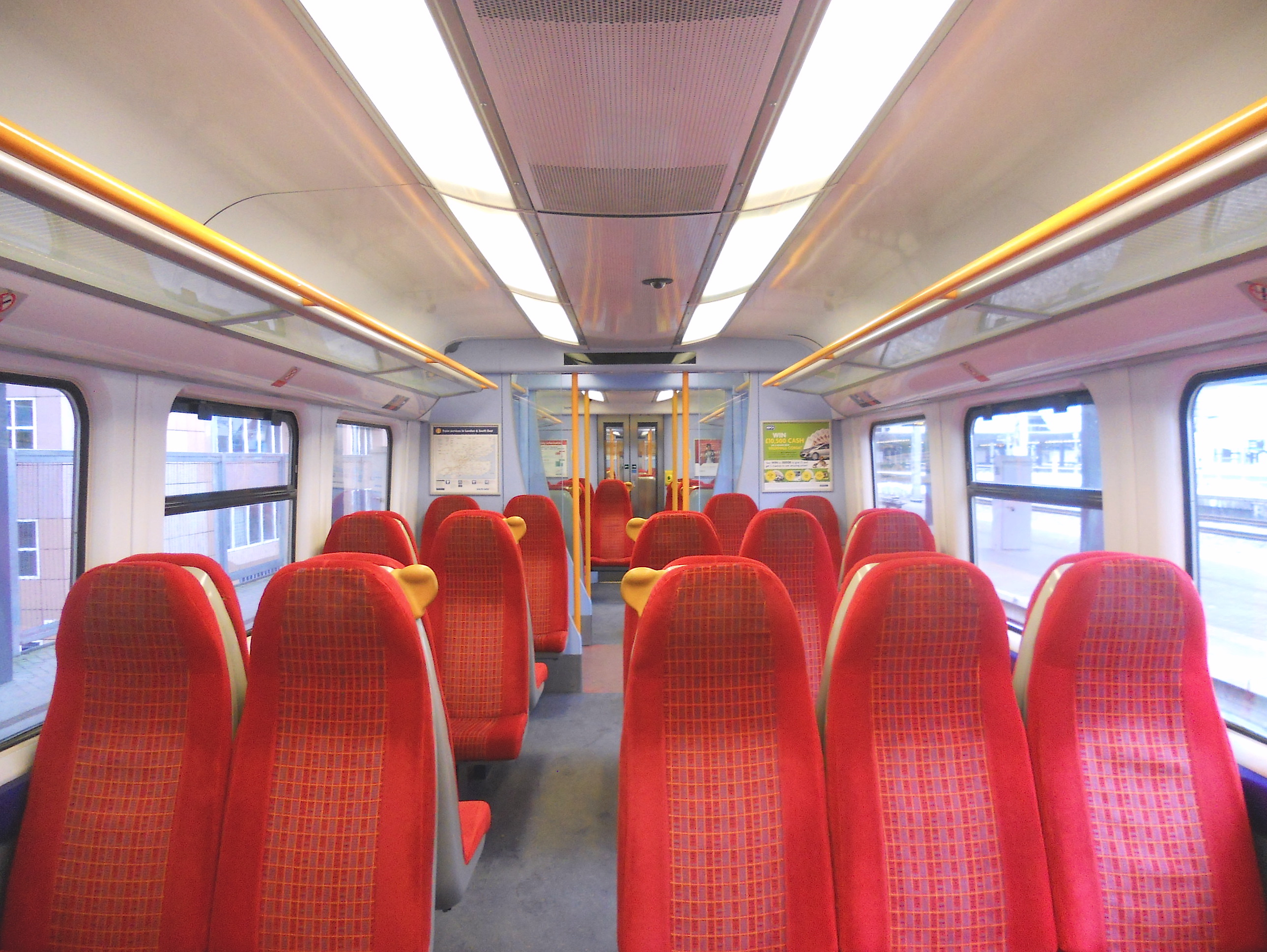
L'intérieur de la classe standard (Class 458/0)

### Retrait prématuré
En 2004, alors que l'ensemble du parc était en service, la fiabilité était si faible que South West Trains prévoyait de les rendre à la société de leasing et de les remplacer par de nouveaux trains de type Class 450 Desiro. A cette époque, les trains ne parvenaient à parcourir en moyenne que 6 900 km entre deux pannes, contre une moyenne de 34 000 km pour une Class 450 et 80 000 km pour les trains de générations précédentes (Class 411, 412, 421, 423).
En septembre 2005, deux unités (458001 et 458002) ont été prêté à Gatwick Express, mais sont revenues plus tard dans l'année. En 2006, la faible fiabilité des trains, combinée à l'introduction des nouvelle rames Class 450 plus fiable, a entraîné leurs retrait prématuré.
Huit d'entre eux étant maintenus en attente. En juillet 2006, le ministère des Transports a refusé d'accorder une nouvelle exemption aux règlements sur l'accessibilité des véhicules ferroviaires, ce qui a entraîné des modifications du système d'information des passagers, avec de nouvelles DEL plus larges installées dans le boîtier existant.

### Retour commercial
Stagecoach ayant hérité des rames quinquagénaires de British Rail et Network South East, South West Trains devait remplacer son parc vieillissant. il était prévu que les Class 442 quitte la franchise et que les Class 444 leurs succèdent. De plus il était également prévu que les Class 458 soient remises en service pour maintenir un effectif correct du parc malgré leur échec commercial et leurs capacités médiocres.
Cette décision de remettre les rames défaillantes en service est dû au fait que Porterbrook n'avait pas pu trouver d'autres opérateurs ferroviaires disposés à louer les Class 458.
En février 2007, leur fiabilité s'était améliorée après leur longue période de stockage.

### Améliorations
Entre 2008 et 2010, le parc a été « rafraîchie » au dépôt de Bournemouth Traincare. Au cours de cette opération, les rames ont été équipées de vidéosurveillance , de nouveaux sièges et tables en première classe, ainsi que de toilettes et d'éclairages de porte conformes aux normes RVAR. Les intérieurs ont également été nettoyés et repeints.
En mai 2010, SWT a activé le freinage régénératif sur deux trains de la Class 458 dans le cadre d'un essai testant son utilisation potentielle sur les flottes Juniper et Desiro. Les essais ont été concluants et le freinage régénératif a été activé sur les 30 unités de la classe 458 à la mi-2011.
À la fin de 2012, la flotte atteignait une distance moyenne de 170 669 km) entre les pannes importantes, ce qui en faisait la flotte la plus fiable de Grande-Bretagne et la première à atteindre des kilométrages à six chiffres.  Cet exploit a été récompensé par un prix Golden Spanner du magazine Modern Railways dans la catégorie EMU de nouvelle génération le 23 novembre 2012.

## Trains remplacés
Les Class 458 ont remplacé les unités suivantes :
| Nom du train | Modèle | Motorisation | Retrait     | Mise en service  | Notes |
| ------------ | ------ | ------------ | ----------- | ---------------- | --- |
| Class 411    |        | électrique   | 2000 à 2005 | à partir de 1956 | Elles ont été remplacées par les classes 450, 444 et 458. Certaines rames ont été conservées.                                                                                              |
| Class 412    |        | électrique   | 2000 à 2005 | à partir de 1956 | Elles ont été remplacées par les classes 450, 444 et 458. Certaines rames ont été conservées.                                                                                              |
| Class 421    |        | électrique   | 2000 à 2005 | à partir de 1964 | Elles ont été remplacées par les classes 450, 444 et 458. 2 modèles ont été retenus pour circuler sur la Lymington Branch Line jusqu'en Mai 2010. Une rame de cette série a été préservée. |
| Class 423    |        | électrique   | 2000 à 2005 | à partir de 1967 | Elles ont été remplacées par les classes 450, 444 et 458. La rame 423417 a été préservée par Bluebell Railway                                                                              |

## Services assurés
Les 30 Class 458/5 en 2018 circulent uniquement sur le réseau Sud-Ouest Londonien en effectuant les services banlieue de South Western Railway en partant de la gare de Londres Waterloo.
| Services de banlieue | Londres Waterloo ↔ Windsor & Eton Riverside Londres Waterloo ↔ Teddington Londres Waterloo ↔ Weybrige |
| -------------------- | --- |

En septembre 2005, deux unités (458001 - 458002) ont été transférées à Gatwick Express, mais les 2 éléments sont retournés sur leur réseau d'origine plus tard cette même année.

## Parc et entretien
Les 30 rames en 2018 sont entretenues au dépôt de Bournemouth.
En 2008-2010, Bournemouth Train Care Depot a rénové ces unités. La rénovation comprenait l'ajout de vidéosurveillance, de nouveaux sièges et de tables en première classe, d'un intérieur repeint, de toilettes, de panneaux d'information et d'un éclairage de porte conformes au règlement sur l'accessibilité des véhicules ferroviaires.

## Transformation en Class 458/5
Jusqu'en 2012, South West Trains avait été confrontée à un manque sévère de capacité de transport de passagers sur plusieurs de ses lignes de banlieue, une situation qu'elle justifait essentiellement par l'augmentation exponentielle du nombre de passagers sans une expansion proportionnelle de son parc. L'entreprise a proposé au ministère des Transports, à trois occasions au moins, d'acquérir plus d'unités de Class 450 auprès de Siemens, mais chaque fois sa requête a été rejetée.
En guise de solution alternative, Porterbrook a suggéré d'élargir la flotte de la classe 458 et de la réaménager pour les trajets suburbains.
Les entreprises South West Train et Poterbrook ont fusionné les trains de la Class 458 avec les trains mécaniquement similaires de la même famille, la class 460 (anciennement Gatwick Express) inutilisés depuis septembre 2012. Utiliser les caisses de cette dernière était bien plus pratique que de les radier.
Porterbrook a signé l'accord avec SWT en janvier 2012. Le travail a été effectué par Wabtec, Doncaster et Brush Traction, Loughborough au nom du constructeur d'origine Alstom. Les premiers trains devaient arriver en mai 2013, mais en raison d'une livraison prolongée, les travaux ont été plus lents que prévu et, par conséquent, les premiers trains ne sont entrés en service qu'en mars 2014.

## Transformation en Class 458/0
En août 2017, la concession South Western a été transférée de South West Trains à South Western Railway, une coentreprise entre FirstGroup et MTR. Avant de démarrer ses activités, SWR avait su tirer parti de coûts de financement avantageux pour passer commande à Bombardier Transport d'une nouvelle flotte, désormais identifiés sous le nom Class 701. Ces derniers sont destinés à remplacer les Class 455, 456, 458 et 707 sur les lignes suburbaines dès fin 2019. Toutefois, les retards de livraisons des Class 701 ont permis à ces quatre anciennes flottes de rester en fonction jusqu'aux années 2020.
En mars 2021, South Western Railway a annoncé qu'elle abandonnait son projet d'utiliser les Class 442 rénovées pour les services longue distance à destination et en provenance de Londres sur la ligne directe de Portsmouth, invoquant des difficultés techniques persistantes et des problèmes futurs de conformité aux réglementations d'accessibilité. Pour compenser le manque, 28 Class 458 ont été rénovées et devaient être redéployées à leur place. La rénovation a été réalisée par Alstom à Widnes dans le Cheshire pour un coût de 25 millions de livres sterling et impliquait le retour de chaque automotrices à sa formation d'origine à quatre voitures en retirant les voitures des Class 460, en rétablissant la vitesse maximale d'origine de 160 en reconfigurant les salons passagers.
Les automotrices remaniées seront mises en location à Porterbrook jusqu'au minimum 2027 et sont entretenues dans l'atelier de maintenance du matériel roulant et de la traction situé à Bournemouth.
La radiation des voitures Ex-Class 460 a commencé en janvier 2025.

## Détails de la flotte
| Nom du train | Exploitant            | Nombre construit | Année de construction | Année de conversion | Voitures par rames | Nombre d'unités       | Remarques                                                                              |
| ------------ | --------------------- | ---------------- | --------------------- | ------------------- | ------------------ | --------------------- | -------------------------------------------------------------------------------------- |
| Class 458/0  | South Western Railway | 28               | 1998-2002             | 2022-2024           | 4                  | 458401-458428         | Converti à partir des Class 458/5 en supprimant la voiture intermédiaire de Classe 460 |
| Class 458/5  | South Western Railway | 2                | 1998-2002             | 2013-2016           | 5                  | 458529–458530         | Précédemment 4 voitures 458/0 avec un ancien véhicule de classe 460 TSOL.              |
| Class 458/5  | South Western Railway | 3                | 1998-2002             | 2013-2016           | 5                  | 458531-458536         | Converti à partir de la Class 460.                                                     |
| Class 458/5  | Stocké                | 3                | 1998-2002             | 2013-2016           | 5                  | 458531-458532, 458534 | Converti à partir de la Class 460.                                                     |